# 許成章 (明朝)
許成章（？—？），字凯稚，號石虹，直隶苏州府长洲县人。明朝政治人物。

## 生平
萬曆四十年（1612年）壬子科應天鄉試舉人，天啓二年（1622年）壬戌科進士。吏部观政，三年授太平县知县，五年（1625年）调宁波府定海縣知县，七年本省同考，德性醇和，勤于课士，文有不中题解，辄改削之，其所甲乙，靡不餍诸生意。又以邑多军伍，视之无异于民，方中营之复也，主者欲少减其饷，成章謂所省几何，徒滋口实，不若益之，以见德也。军饷仰于慈邑，值岁祲苦糴，请半折，成章拒之曰：岂能使荷戈者半饿，而守望且安所告糴乎！水军获盗海外，鞠者过听而欲纵之，成章独言何以责后获，即有疑可矜，亦宜酌加，以罪庶无姑息之弊。时议者競言开垦金塘，成章与郡守计，毋徒空言害与之争，第翔其价以召募，民无应者，议自止矣。会浙江巡抚欲移定海守哨之师，以守舟山，总兵者难之，成章力言舟山为定邑保障，移守较便，其擘画中窍类如此。在任二载，静以定纷，百姓晏然。以考最，升兵部职方司主事，丁母忧归。崇祯四年补礼部儀制司主事，五年升祠祭司员外，六年升浙江按察司佥事，温州巡海道，八年丁忧。崇祯十三年（1640年）考察，调任广东按察司佥事，十四年升本省海北道参议。